# Kaukázus (hegység)
A Kaukázus egy hegyrendszer a Fekete-tenger és a Kaszpi-tenger között, a Kaukázus régióban. Általában Európa délkeleti határának tekintik. A Kaukázust két különálló hegység alkotja: a Nagy-Kaukázus és a Kis-Kaukázus.
A Kaukázus kb. 28,5-23,8 millió évvel ezelőtt keletkezett az északra mozgó Arábiai-lemez és az Eurázsiai-lemez ütközéséből. A hegyrendszer a Himalája egyik folytatását alkotja, amely ugyancsak hasonló módon jött létre az Eurázsiai-lemez és az Indiai-lemez ütközésében. A régióban gyakoriak a nagyobb földrengések ezekből az aktivitásokból kifolyólag. A Nagy-Kaukázusban kevés a vulkáni aktivitás (vannak mégis olyan vulkáni alakzatok, mint az Elbrusz vagy a Kazbek), a Kis-Kaukázus nagyrészt vulkáni eredetű. A grúziai Dzsavakheti vulkáni fennsík és a környék vulkáni vonulatai a régió legfiatalabb és kevésbé stabil geológiai alakzatai.
A Nagy-Kaukázus Szocsi közeléből indul ki kelet – délkelet felé és Bakunál ér véget. A Kis-Kaukázus párhuzamosan halad vele átlagosan 100 km-re délre. Grúzia, Örményország, Azerbajdzsán és Irán határa ebben a hegységben húzódik, de nem mindig a gerincen van. A Meszkheti-hegység a Kis-Kaukázus része.
A Nagy- és a Kis-Kaukázust a Likhi-hegység köti össze, amely elválasztja a Kolkhida-alföldet és a Kura-medencét. A Talis-hegység délkeleten található. A Kis-Kaukázus és az Örmény-felföld alkotja a Transzkaukázusi-fennsíkot.
A Kaukázus legmagasabb csúcsa és egyben Európa legmagasabb csúcsa az Elbrusz (5642 m). A hegység tíz legmagasabb hegyének mindegyike magasabb, mint bármely hegy Európában a Kaukázuson kívül.

## Fontosabb hegyek
A Kaukázus tíz legmagasabb hegycsúcsa:
| Hely | Név             | Tszf. magasság (m) | Ország              |
| ---- | --------------- | ------------------ | ------------------- |
| 1.   | Elbrusz         | 5642               | Oroszország         |
| 2.   | Skara           | 5201               | Grúzia              |
| 3.   | Dikh-Tau        | 5198               | Oroszország         |
| 4.   | Kostan-Tau      | 5150               | Oroszország         |
| 5.   | Puskin          | 5100               | Oroszország         |
| 6.   | Janga           | 5051               | Oroszország, Grúzia |
| 7.   | Kazbek          | 5047               | Grúzia              |
| 8.   | Tetnuld         | 4974               | Grúzia              |
| 9.   | Katin-Tau       | 4970               | Oroszország         |
| 10.  | Sota Rusztaveli | 4960               | Grúzia              |

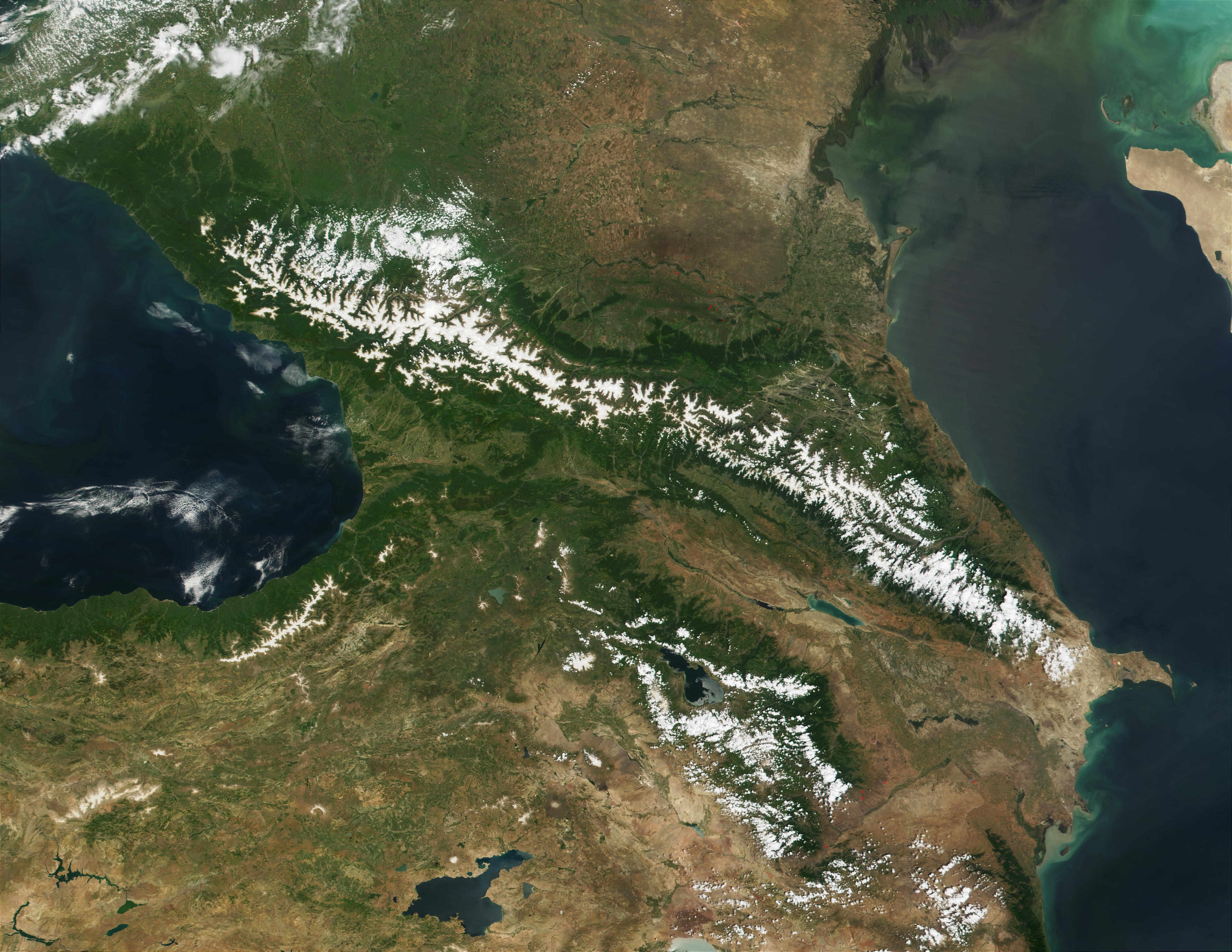
A Kaukázus az űrből
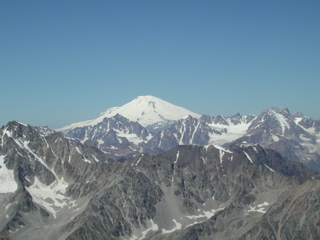
Az Elbrusz, a földrajzi Európa legmagasabb hegye
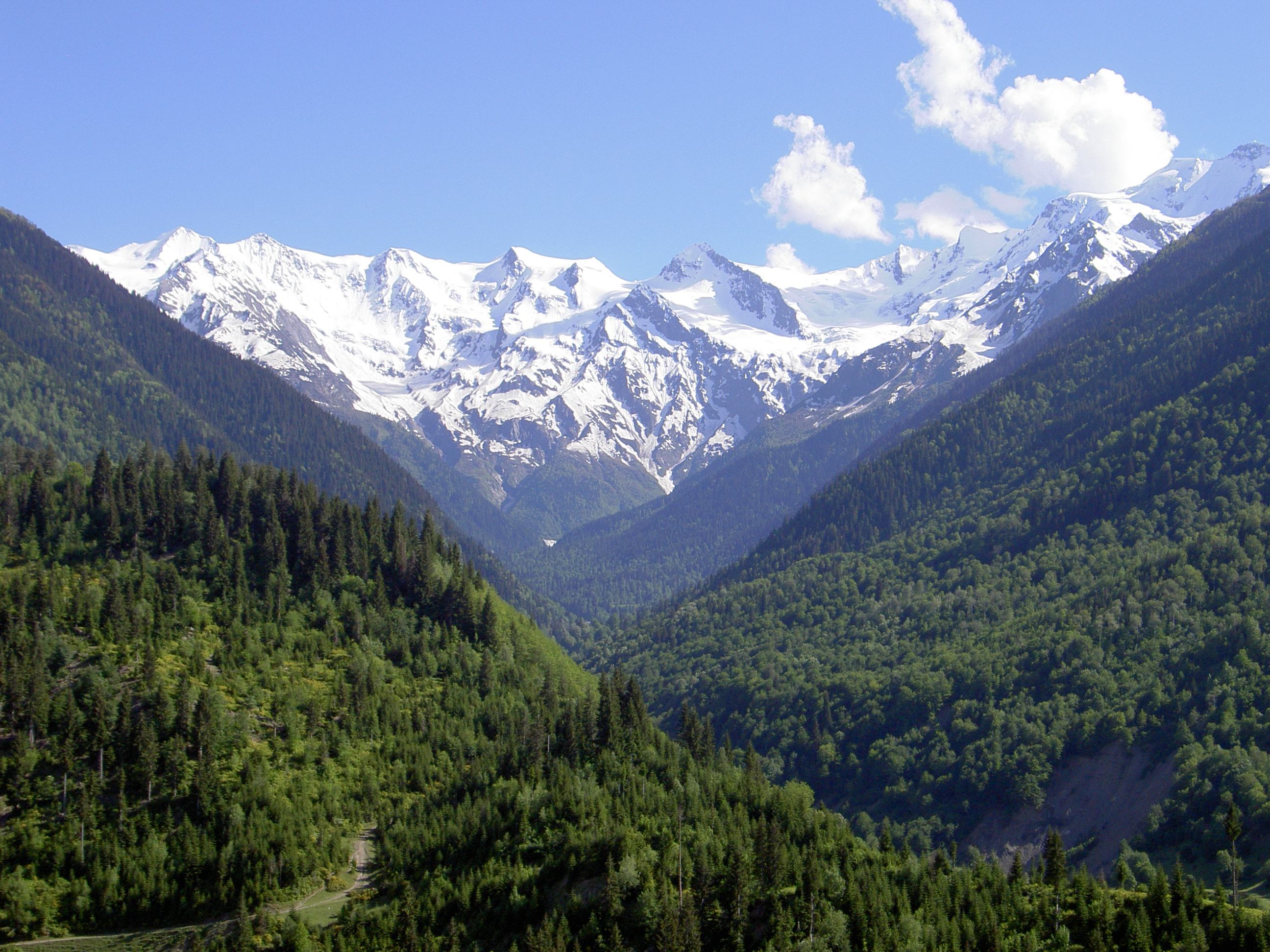
A Kaukázus nyáron Grúziában

## Éghajlat

### Hőmérséklet
A Kaukázus éghajlata függőlegesen (a magassággal) és vízszintesen (a földrajzi szélességgel és helyzettel) is változik. A hőmérséklet a magasság növekedésével csökken. Az átlagos évi hőmérséklet a tengerszinten fekvő abháziai Szuhumiban 15 °C, míg a Kazbek hegy oldalán, 3700 m magasságban −6,1 °C. A Nagy-Kaukázus északi oldala 3 °C-kal hidegebb, mint a déli. A fennsíkok és a Kis-Kaukázus Örményországban, Azerbajdzsánban és Grúziában sokkal kontinentálisabb éghajlatúak, éles különbséggel a téli és a nyári hónapok hőmérséklete között.

### Csapadék
A legtöbb területen a csapadékmennyiség keletről nyugatra nő. A magasságnak köszönhetően a Kaukázus nagyobb mennyiségű csapadékot kap, mint az alacsony fekvésű területek. Az északkeleti régiók (Dagesztán) és a Kis-Kaukázus déli része szárazabb. Az abszolút minimum évi csapadékmennyiség 250 mm az északkeleti Kaszpi-medencében. A Nyugat-Kaukázusban nagy a csapadékmennyiség. A Nagy-Kaukázus déli oldala is több csapadékot kap mint az északi oldal. A Nyugat-Kaukázus évi csapadékmennyisége 1000–4000 mm, míg a Kelet- és Észak-Kaukázusé (Csecsenföld, Ingusföld, Oszétia, Kabard- és Balkárföld, Kaheti, Kartli stb.) 600–1800 mm. Az abszolút maximum évi csapadék 4100 mm a Mtirala hegy környékén (Meszkheti-hegység, Adzsária). A Kis-Kaukázus (Dél-Grúzia, Örményország és Nyugat-Azerbajdzsán) csapadékmennyisége (a Meszkheti-hegységet leszámítva) 300 és 800 mm között változik évente.
A Kaukázus ismert a nagy hóeséseiről, de a nem szélirányban elhelyezkedő hegyoldalak nem kapnak annyi havat. Ez különösen igaz a Kis-Kaukázusra, amely valamennyire el van zárva a Fekete-tengertől érkező nedvességtől és kevesebb csapadékot kap (hó formájában) mint a Nagy-Kaukázus. Az átlagos téli hótakaró a Kis-Kaukázusban 10–30 cm. November és április között gyakoriak a lavinák. Néhány helyen (Szvanéti, Észak-Abházia) a hó vastagsága elérheti az 5 métert. Az Ahiskho hegy környékén, amely a Kaukázus leghavasabb helye, gyakoriak a 7 méteres havak is.

## Magyar vonatkozások
A hegység egyik korai európai kutatója a magyar Déchy Mór földrajztudós volt.